# Henry Jarvis Raymond
Henry Jarvis Raymond (Condado de Livingston, 24 de janeiro de 1820 – Nova Iorque, 18 de junho de 1869) foi o fundador do The New York Times. Foi um jornalista, político e co-fundador do The New York Times, que fundou com George Jones. Ele foi membro da Assembleia do Estado de Nova York, Vice-Governador de Nova York, Presidente do Comitê Nacional Republicano e eleito para a Câmara dos Representantes dos Estados Unidos. Por sua contribuição para a formação do Partido Republicano, Raymond às vezes é chamado de "padrinho do Partido Republicano".

## Política

### Política do estado de Nova York
Raymond foi membro da Assembleia do Estado de Nova York em 1850 e 1851 e, no último ano, foi eleito Presidente. Membro da ala anti-escravidão radical do Partido Whig do Norte, sua nomeação sobre Greeley na chapa Whig para Tenente Governador de Nova York em 1854 levou à dissolução da parceria política de Seward, Weed e Greeley. Raymond foi eleito vice-governador e serviu de 1855 a 1856.
Raymond às vezes é chamado de "o padrinho do Partido Republicano", já que Raymond teve um papel importante na formação do Partido Republicano e redigiu o Discurso ao Povo, adotado pela convenção organizadora republicana que se reuniu em Pittsburgh em fevereiro 22, 1856. Em 1862, ele foi novamente Presidente da Assembleia de Nova York.

### Política federal
Ele foi um dos primeiros a pedir a adoção de uma ampla e atitude liberal pós-guerra para com o povo do Sul e se opôs aos republicanos radicais, que queriam medidas mais duras contra o Sul. Em 1865, ele era um delegado da Convenção Republicana Nacional e foi nomeado Presidente do Comitê Nacional Republicano. Ele foi membro da Câmara dos Representantes dos Estados Unidos de 1865 a 1867.
Em 22 de dezembro de 1865, ele atacou a teoria de Thaddeus Stevens sobre os estados mortos nos quais os estados que haviam se separado não seriam restaurados ao seu antigo status na União e, concordando com o presidente, Raymond argumentou que os estados nunca saíram a União desde as ordenanças de secessão eram nulas. Raymond foi o autor do Discurso e Declaração de Princípios emitido pela Convenção Loyalist (ou Convenção da União Nacional) na Filadélfia em agosto de 1866. Seu ataque a Stevens e sua proeminência na Convenção Loyalist o fizeram perder o favor do Partido Republicano. Ele foi removido da presidência do Comitê Nacional Republicano em 1866 e, em 1867, sua nomeação como ministro da Áustria, que ele já havia recusado, foi rejeitado pelo Senado dos EUA.
Ele se aposentou da vida pública em 1867 e se dedicou ao trabalho no jornal até sua morte na cidade de Nova York em 1869.

## Carreira jornalística
Raymond começou sua carreira jornalística no Tribune de Horace Greeley e ganhou mais experiência na edição do Courier e Enquirer de James Watson Webb. Então, com a ajuda de amigos, Raymond levantou um capital de US$ 100 000, cem vezes o que Greeley apostou no Tribune dez anos antes, e fundou o The New York Times em 18 de setembro de 1851.
Editorialmente, Raymond buscou um nicho entre o partidarismo aberto de Greeley e a neutralidade partidária de Bennett. Na primeira edição do Times, Raymond anunciou seu propósito de escrever em linguagem moderada e comedida e de se apaixonar tão raramente quanto possível. "Existem poucas coisas neste mundo pelas quais vale a pena ficar zangado; e são apenas as coisas que a raiva não vai melhorar." Em polêmica, ele pretendia evitar linguagem abusiva. Seus editoriais eram geralmente cautelosos, impessoais e bem acabados.
O presidente Lincoln escreveu: "O Times, creio eu, é sempre fiel à União e, portanto, deve ser tratado pelo menos tão bem quanto qualquer outro". 
A moderação de Raymond foi evidente durante o período após a eleição de Lincoln e antes de sua nomeação. Ele escreveu ao secessionista do Alabama William L. Yance, "Devemos nos firmar na Constituição que nossos pais fizeram. Não faremos uma nova, nem permitiremos que qualquer poder humano a destrua... Procuramos nenhuma guerra - não faremos guerra, exceto em defesa da constituição e contra seus inimigos. Mas temos um país e um governo constitucional. Sabemos seu valor para nós e para a humanidade e, em caso de necessidade, estamos prontos para testá-lo força." 
"Esse sentimento guiou o curso editorial do The Times durante o inverno turbulento entre a eleição de Lincoln e o ataque a Fort Sumter. Raymond reprovou, como todos os homens sensatos condenaram, qualquer agressão precipitada que pudesse provocar violência homens que ainda poderiam, talvez, ser trazidos de volta à razão, mas insistiu que, como último recurso, a união deve ser mantida por todos os meios necessários. Às propostas de compromisso ele foi favorável, desde que não comprometessem a questão essencial - que não anulassem a eleição de 1860 e devolver ao poder escravo o controle do governo nacional que ele havia perdido. Como nenhum outro acordo teria sido aceitável, a questão inevitavelmente teve que ser combatida, e de Sumter a Appomattox, The Times foi inabalável em seu apoio a Lincoln e sua determinação de que a união federal deve e deve ser preservada."

## Trabalhos
Raymond era um orador público competente; um de seus discursos mais conhecidos foi feito para saudar o líder húngaro Lajos Kossuth, cuja causa ele defendeu, durante a visita de Kossuth à cidade de Nova York em dezembro de 1851. 
Além de seu trabalho com o The New York Times, ele escreveu vários livros, incluindo:
- A Life of Daniel Webster (1853)
- Lições políticas da revolução (1854)
- Uma história da administração do presidente Lincoln (1864)
- A vida e os serviços públicos de Abraham Lincoln (1865)